# トリチョ
トリチョ（Tłı̨chǫ、 (IPA: [tɬʰĩtʃʰõ], 英語:  [təˈlɪtʃoʊ]) またはドグリブ族（Dogrib）は、カナダのノースウエスト準州に居住するディネの一民族である。アサバスカ諸語の一言語であるドグリブ語を話す。

## 遺伝子
トリチョのY染色体ハプログループは他のディネと同様、ハプログループQ (Y染色体)やハプログループC2 (Y染色体)が高頻度であるが、ハプログループN (Y染色体)も5.4％(2/37)みられる。これは現在のところ、アメリカ大陸におけるハプログループNの唯一の検出例である。